# Linac 1

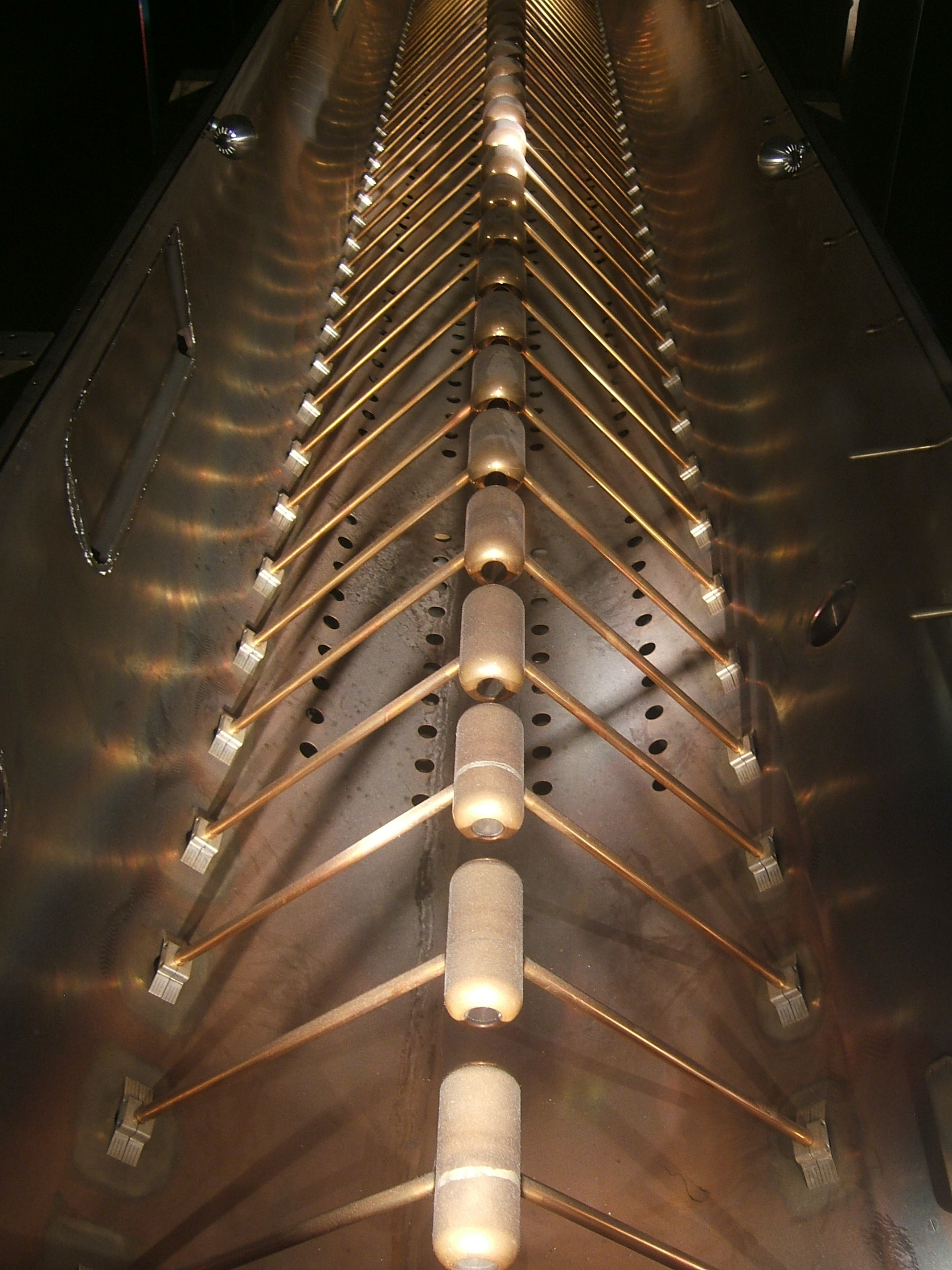
A Linac 1 egyik Alvarez-tartálya nyitva

A Linac 1 volt a CERN első lineáris gyorsítója. Első protonnyalábját 1958-ban tesztelték, 1959-ben lépett teljesen szolgálatba, amikortól 50 MeV-es protonokat szolgáltatott a Protonszinkrotron (PS) számára. 1978-ig, a Linac 2 beindulásáig, az egyedüli protonforrás volt a CERN gyorsítórendszere számára. 33 évi működés után 1992-ben állították le.

## Felépítése
Terveit a harwelli AERE lineáris gyorsítójára alapozták. Három Alvarez-típusú gyorsítóból állt, amelyek 10, 30 ill. 50 MeV-re gyorsítottak. Mindegyik külön vákuumtartályban volt elhelyezve. Az első Alvarez-tartály 1958 áprilisában szolgáltatta az első 10 MeV-es protonnyalábot 20-25 μA áramerősséggel, amelyet 2 mA-es RF-ionforrás – egy ionforrás és egy 500 kV-os kaszkádgyorsító – nyalábjából gyorsított. Később a bejövő áramerősséget 20 mA-re növelték a nyalábfókuszálás és -kormányzás javításával és a kimenő áramerősséget sikerült 250-300 μA-re növelni. A gyorsító RF-rezonátorok frekvenciája a második világháborús radarok hagyatékaként 202,56 MHz volt. A harmadik Alvarez-tartály 1959 szeptemberétől szolgáltatott 50 MeV-es protonnyalábot 4,8 mA áramerősséggel a PS számára. Az egykörös betöltéshez 6,7 μs időre volt szükség.
Az 1960-as évek fejlesztései következtében a kimenő áramerősséget sikerült 50 mA-re növelni 20 μs betöltési idővel (pulzushosszal). Egy duoplazmatron, mint ionforrás felszerelése után ez tovább növekedett 135 mA-re, 20 μs mellett. A további fejlesztések a tervezett PSB bemenő igényeinek elérését (100 mA 100 μs-ig) szolgálták. Az 1950-es évek technikája azonban nem volt ideális ezen igények kielégítésére, ezért 1973-ban elhatározták egy új lineáris gyorsító, a Linac 2 megtervezését.
1984-ben az 500 kV-os kaszkádgyorsítót egy rádiófrekvenciás kvadrupóllal (RFQ) helyettesítették, amelyik 520 keV-es, 80 mA-es protonnyalábot szolgáltatott a Linac 1-nek. 1985-ben a duoplazmatront cserélték le intenzívebb nyalábokat adni képes ECR-ionforrásra („elektron-ciklotronrezonancia”). 

## Alkalmazása
Működése során nemcsak protonokat, hanem deuteronokat, alfa-részecskéket, valamint oxigén- és kénionokat is szolgáltatott. Az utóbbi két ionhoz 33%-kal meg kellett növelni a fókuszáló és gyorsító térerősségeit.
Deuteronok gyorsításán 1964-ben kezdtek el gondolkodni, végül 1976-ban sikerült a PS-en keresztül az ISR-be megbízható deuteronnyalábokat betáplálni. Azonnal felmerült az igény alfa-részecskék (He2+) gyorsítására, egy duoplazmotron viszont nem alkalmas az ehhez szükséges intenzív alfa-nyaláb szolgáltatására. Megoldásként egyszer ionizált héliumot (He+) gyorsítottak majd egy fólián átlőve 30%-os hatásfokkal „levetkőztették” róla a maradék elektront. 1980-tól így a Linac képes volt az ISR számára alfa-nyalábok szolgáltatására. Az ECR-ionforrás felszerelése után 1985-től oxigén- (O6+) és kénionok (S12+) gyorsítása is lehetségessé vált. Iongyorsító feladatait 1994-től az akkor felavatott Linac 3 vette át.